# Veľké Hoste
Veľké Hoste es un municipio del distrito de Bánovce nad Bebravou en la región de Trenčín, Eslovaquia, con una población estimada a final del año 2024 de 520 habitantes.
Se encuentra ubicado en el centro-sur de la región, cerca del río Bebrava (cuenca hidrográfica del río Danubio) y de la frontera con la región de Nitra.

## Demografía
| Año        | 1994 | 2004    | 2014    | 2024     |
| ---------- | ---- | ------- | ------- | -------- |
| Población  | 559  | 552     | 586     | 520      |
| Diferencia |      | −1,25 % | +6,15 % | −11,26 % |

| Año        | 2023 | 2024    |
| ---------- | ---- | ------- |
| Población  | 539  | 520     |
| Diferencia |      | −3,52 % |